# Liste der Baudenkmale in Waipara
Die Liste der Baudenkmale in Waipara umfasst alle vom New Zealand Historic Places Trust (NZHPT) als „Historic Place“ oder „Historic Area“ eingestuften Baudenkmale und Flächendenkmale der neuseeländischen Ortschaft Waipara. Die Angaben stammen aus dem Register des NZHPT. Die Bezeichnungen der Baudenkmale orientieren sich an diesem Register. In die Liste werden auch bekannte Wahi Tapu (Area), kulturell und religiös bedeutsame Stätten und Gebiete der Māori, aufgenommen. Sie werden jedoch meist nicht publiziert.

| Bild           | Bezeichnung                        | Ort     | Anschrift      | Beschreibung          | Bauzeit | Eintrag       | Nummer | Kat. |
| -------------- | ---------------------------------- | ------- | -------------- | --------------------- | ------- | ------------- | ------ | ---- |
| weitere Bilder | Glenmark Station Stables           | Waipara | Glenmark Drive | Stallungen einer Farm | 1881    | 27. Juni 1985 | 277    | 1    |
| weitere Bilder | Glenmark - ruins of original house | Waipara | Glenmark Drive |                       |         |               | 1775   | 2    |
| weitere Bilder | Glenmark Station Manager's House   | Waipara | Glenmark Drive |                       |         |               | 1776   | 2    |
| weitere Bilder | Glenmark Station Lodge             | Waipara | Glenmark Drive |                       |         |               | 1777   | 2    |
|                | St Pauls Church                    | Waipara | Church Road    |                       |         |               | 7111   | 2    |